# Метеорно тяло
Метеорно тяло или метеороид е твърдо тяло с относително малки размери (до 1 м), което се движи в междупланетното пространство. „Падащите звезди“ са следи от светлината, произведена от метеороид, когато преминава през атмосферата. При навлизане в земната атмосфера метеороидът предизвиква явлението метеор или болид, като в зависимост от масата и скоростта си се разрушава изцяло или частично на височина 60 – 100 км от земната повърхност. Остатъкът от метеороида, който достига земната повърхност, се нарича метеорит.